# U (lok)
U-loken var en serie elektriska växellok hos SJ och TGOJ. Loktypen har också sålts till LKAB med littera F och till NSB med littera El 10.

## Behov av växellok
I samband med att SJ började satsa på D-lok på 1920-talet behövdes också elektriska växellok. Man beställde därför tre lok, som fick littera U, från ASEA 1925. (Denna beteckning ändrades senare till Ua). Dessa lok hade samma typ av transmission som de senare loken i U-serien, med en elektrisk motor som drev ett blindhjul utan kontakt med skenorna; detta drev sedan de övriga hjulen via koppelstänger. Utseendet i övrigt var emellertid helt annorlunda, med en hytt placerad i ena änden på loket, inte i mitten som senare blev standard. När de senare versionerna utvecklades flyttades hytten till mitten av loket för att förbättra sikten.

## Utseende
Loket hade ett mycket karakteristiskt utseende av liknande typ som de senare H-loken med en mittplacerad enkelhytt och svagt sluttande motorpaneler framför och bakom denna. Strömavtagaren var placerad på det i sidled lätt välvda hyttaket. Som alla lok och vagnar från den här tiden var SJ-versionerna målade i rödbrunt. TGOJ-loken var ursprungligen målade i mörkgrönt med gul dekor men senare fick de en ljus brunorange färg med vita linjer i front och akter, samt en ensam vit linje längs sidan av hytten.

## Senare utförande
Loken förbättrades löpande med nya modeller. Mot slutet av lokens livslängd målades flera om i de nyare utförandena: Rödorange med mörkgrå överdel och blå med rött diagonalstreck.
De tre Ua-loken togs ur drift mot slutet av 1960-talet, men de övriga U-loken tjänstgjorde länge, de sista fram till 1997.
Idag finns tre lok, alla Ub, bevarade på olika järnvägsmuseer.

## Drift i dagsläget
I dagsläget (2013) finns inget U-lok kvar i drift. Fram till mitten av april 2013 fanns det ett Uf lok, Uf 860 kvar i drift. Det ägdes och användes mycket sporadiskt av ISS Facility Services/TraffiCare för växling på personbangården i Hagalund, Solna. Loket som stått avställt en längre tid rustades upp under 2010 p.g.a lokbrist och användes främst för växling av Veolia Transports IC-tåg. Sedan Trafficare avvecklat verksamheten för växling i Hagalund stod UF 860 återigen avställd. Framtiden var oviss. Enligt obekräftade uppgifter var hjulen slitna och nya behövdes, något som i så fall måste nytillverkas. Istället köptes loket upp av en skrotfirma i Gävletrakten. Transporten dit skedde på en lastbilstrailer den 17 april 2013. Därmed försvann det sista driftdugliga U-loket. Euromaint hade flera Uf-lok kvar, men de står nu avställda sedan en längre tid i Notviken och har ersatts av diesellok av typen V4 samt Z66. Deras framtid är för närvarande osäker.

## Modeller
Utöver Ua fanns det fem olika modeller av U-loken: 
| Beteckning | Tillverkningsår          | Byggt antal | Effekt kW | Vikt ton |
| ---------- | ------------------------ | ----------- | --------- | -------- |
| Ub         | 1930–1950                | 123         | 610       | 47,4     |
| Uc         | 1933                     | 1           | 610       | 49,2     |
| Ud         | 1955–1956                | 25          | 660       | 50,4     |
| Ue         | 1987–1990 (ombyggnadsår) | 60          | 920       | 47,4     |
| Uf         | 1990–1991 (ombyggnadsår) | 16          | 920       | 50,4     |

### Ub
Ub var den typ i serien om kom att tillverkas i flest exemplar, nämligen 123 st varav 90 till SJ, 14 till LKAB, 5 till TGOJ samt 13 till NSB under åren 1930 till 1951. SJ hade typen i drift ända fram till 1990-talet. Typen finns i tre olika utförande vad beträffar huvarna. De första hade en kant som gick över huven ner på fronterna i en V-form. Den andra typen hade helt släta huvar och den sista typen hade avrullningsräler av liknande typ som Ud och Hg.
På samma sätt som man vartefter bytte motorerna på D-loken så byttes också motorerna på Ub-loken mot starkare. Dock ändrades aldrig litterabeteckningen vid dessa byten.

### Uc
Uc byggdes bara i ett exemplar. Detta var utrustat med ackumulator som dock slopades 1956. Därefter kördes loket som ett vanligt ellok.

### Ud
I samband med den stora lokbeställningen i slutet av 1940-talet togs det också fram en moderniserad version av Ub. Ud försågs med en extra blindaxel för att uppnå bättre balans i koppelstången och därigenom förbättra gångegenskaperna för att kunna höja den största tillåtna hastigheten från 45 km/h till 60 km/h. Därutöver moderniserades förarhytten på motsvarande sätt som Da-loken moderniserades gentemot D-loken. Utvändigt syns detta bland annat på att rutorna har lister av gummi istället för trä.
Den ursprungliga motoreffekten var på 735 kW, men de flesta loken byggdes om med motor på 920 kW.

### Ue
Ue var ombyggda Ub-lok med ny motor, radiostyrning och anordning för multipeldrift.

### Uf
Uf är ombyggda Ud-lok med anordning för multipeldrift samt radiostyrning. Var sista kvarvarande U-loktypen i drift fram tills April 2013 och utgjordes av ett exemplar, Uf 860..